# Świniarki (Świniary)
Świniarki (niem. Schweinert Hauland) – część wsi Świniary w Polsce, położona w województwie lubuskim, w powiecie międzyrzeckim, w gminie Skwierzyna.
W latach 1975–1998 Świniarki administracyjnie należały do województwa gorzowskiego.
Na terenie dawnej wsi, w lesie znajduje się oczyszczony w 2018 roku stary cmentarz ewangelicki, na którym zachowały się 102 kamienne i betonowe nagrobki.